# تيار الجهد العالي المستمر

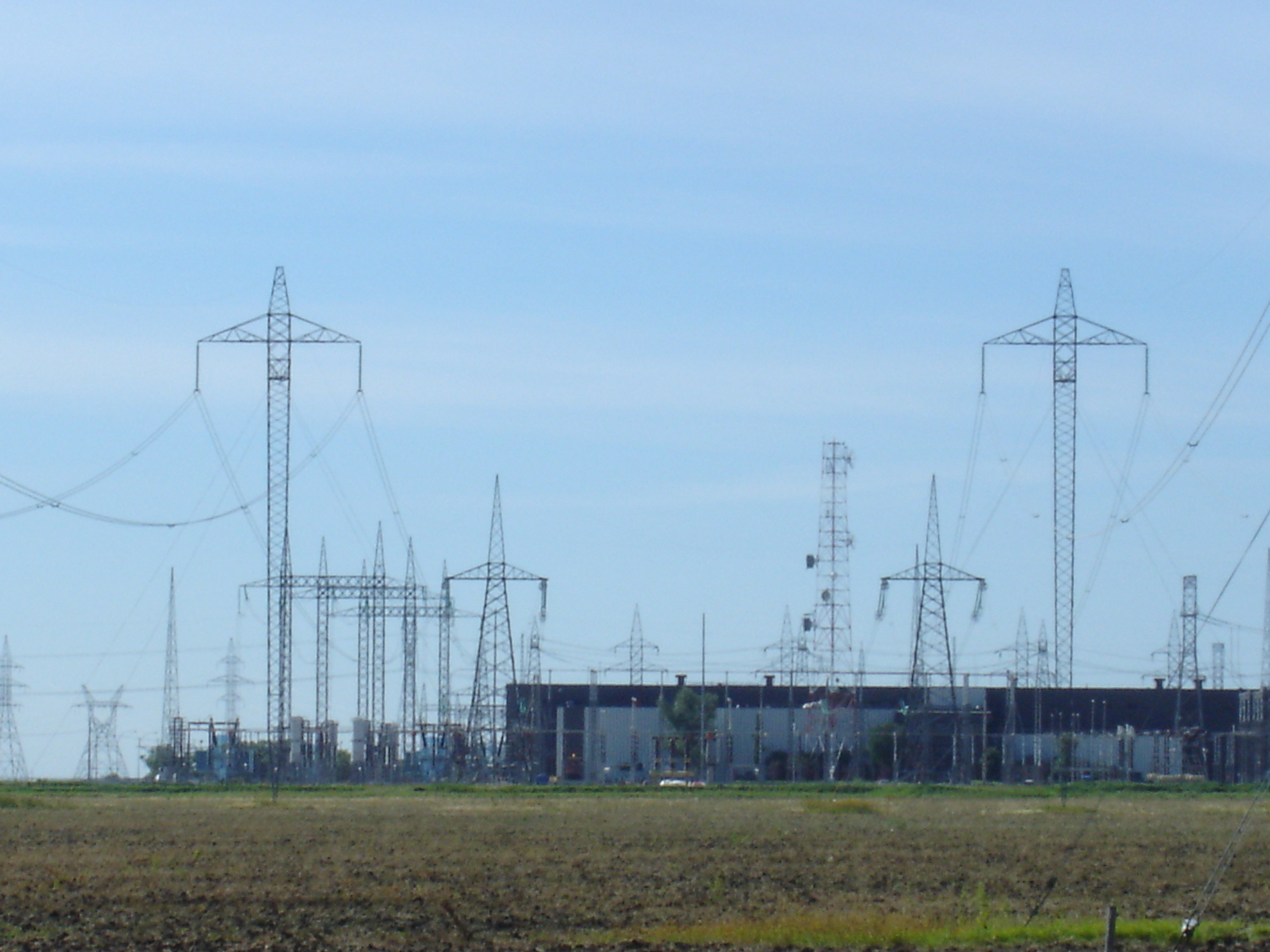
خطوط نقل جهد عالي مستمر لمسافات بعيدة بالطاقة الكهرمائية من نهر نلسون بكندا إلى هذه المنشأة والتي تقوم بتحويله إلى تيار مستمر للاستعمال في الشبكة المحلية

خطوط توصيل تيار مستمر عالي في أوروبا)
أحمر: خطوط تعمل
أخضر: خطوط يجري إنشاؤها
أزرق: خطوط مزمع إنشاؤها.

نظام نقل تيار الجهد العالي المستمر (بالإنجليزية: high-voltage, direct current)‏ أو (HVDC) يستخدم التيار المستمر لنقل القدرات العالية، مقارنة بأنظمة النقل الشائعة التي تستخدم التيار المتردد. تعتبر طريقة النقل بواسطة HVDC أكثر فعالية من النقل بواسطة HVAC وذلك عند المسافات البعيدة نسبيا بينما يكون العكس هو الأنسب في المسافات القصيرة ويعود ذلك إلى المقارنة بين تكاليف المحولات وبين تكاليف العاكسات.
طُور النموذج الحديث من تكنولوجيا النقل خلال الاعوام 1930 - 1940 في السويد. وظهرت منها إصدارات في الاتحاد السوفيتي عام 1951 بين موسكو وكاشيرا، نظام اخر في غوتلاند في السويد عام 1954. تعتبر انغا- شابا هي أطول وصلة نقل (طولها حوالي 1700 كم) بقدرة 600 ميغاوات وتصل بين انغا وشابا.

## نقل الجهد العالي
يستخدم الجهد العالي لنقل الكهرباء وذلك لتقليل الفقد الكهربائي متمثلة في المقاومة الكهربائية و ممانعة الكابلات. من المعلوم أن الفقد يتناسب طرديا مع مربع التيار المار في الكبلات، الأمر الذي يدعو لتخفيض التيار مقابل رفع الجهد للحفاظ على نفس القدرة (القدرة هي حاصل جداء الجهد في التيار).أي إذا كان الجهد U وتقاس الفولط وشدة التيار I ويقاس أمبير فتكون القدرة = U.I وتقاس فولط.أمبير. وطالما نحافظ على ثبات القدرة (أي من دون فاقد) يقل التيار بنفس نسبة زيادة الجهد، والعكس بالعكس.
ولأن هذا الجهد العالي يمثل خطرا كبيرا على الكائنات يتم نصب خطوط نقل الكهرباء عالية على أبراج في أماكن خالية من السكان وبعيدة عن التجمعات السكنية بقدر كاف.
في الطرف الآخر لدى المستهلك يتم تخفيض الجهد العالي مرة أخرى ليصبح ملائما للاستخدام. في الحقيقة عملية التخفيض معقدة في تلك الحالة لأن المحولات لا تعمل مع التيار المستمر وبالتالي وقد أصبح من الممكن تصميم عاكسات لتحويل التيار المستمر إلى متردد في الجهد العالي باستخدام اشباه موصلات قادرة على ذلك.
في مطلع القرن العشرين حينما اكتشف استغلال الكهرباء على نطاق واسع، فضل بعض العلماء أن يكون نقل التيار بواسطة تيار متردد وآخرين احتضنوا طريقة نقل الطاقة الكهربائية بتيار مستمر.فكان شجار واختلاف كبير في الآراء، وسميت تلك المعركة الهندسية حرب التيارات، وحسم التعارك آنداك لصالح نقل التيار المتردد، الذي هو من سمات عصر الكهرباء الذي نعيشه حتى الآن. والآن نعود إلى نفس المشكلة ويريد بعض التقنيون إعادة تطبيق طريقة نقل الكهرباء بواسطة التيار المستمر. فليس بعيدا أننا سنتعامل في المستقبل مع النوعين من نقل الطاقة في نفس الوقت، نظرا لأن لكل منهما ميزاته ومساوئه بالنسبة للتطبيقات في الإلكترونيات التي تزايد استخدامها في أيامنا الحالية.

## دواعي التقنية

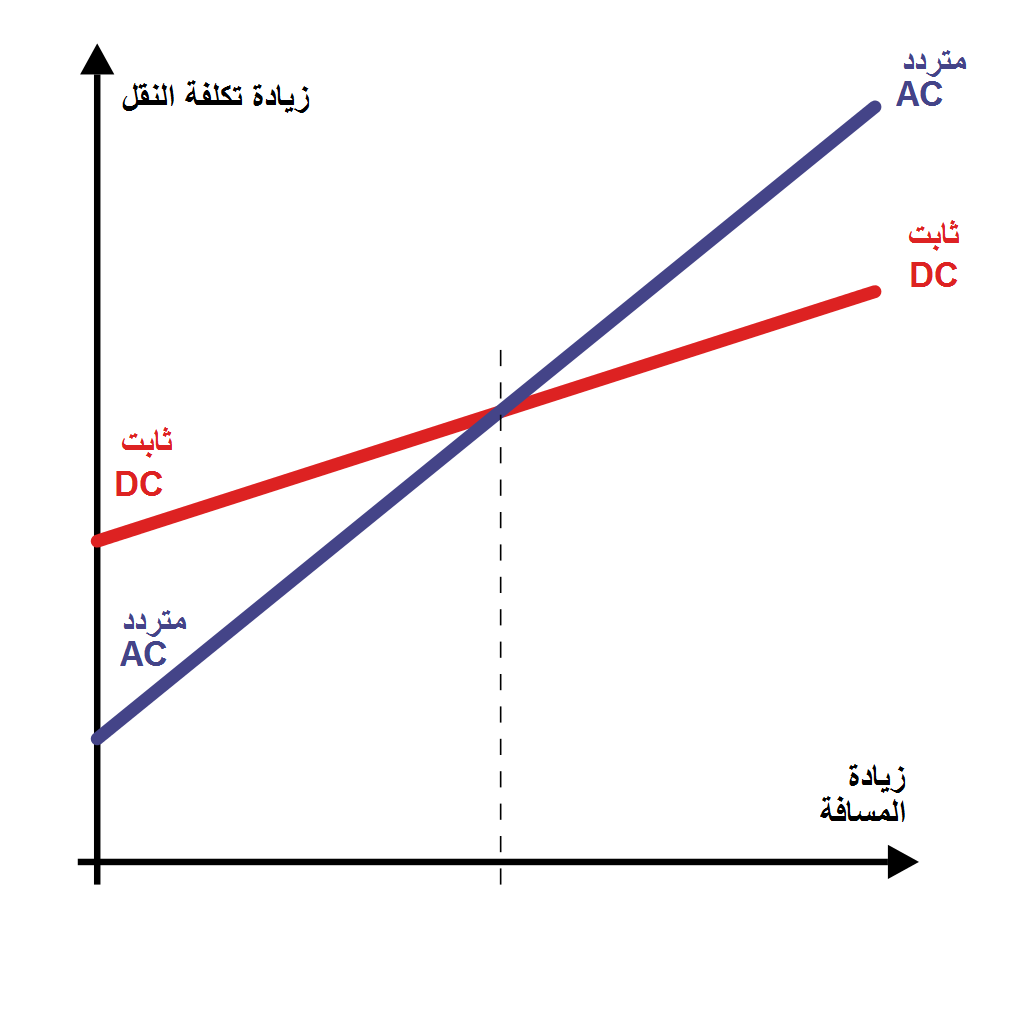
مقارنة بين تكلفة نقل التيار : تيار متردد (أزرق) ، تيار مستمر أحمر) تبعا لطول كابل النقل.
المحور الأفقي: طول الخط،
المحور الرأسي: التكلفة

تنتج الطاقة الكهربائية عادة بواسطة مولدات كهربائية متزامنة في هيئة تيار متردد ذو ثلاثة أطوار، بتردد 50 هيرتز أو 60 هيرتز. ويتم نقل القدرات الكهربائية الكبيرة، أكبر من نحو 1000 ميجاوات أو أكثر من ذلك عبر مسافات طويلة قد تصل إلى عدة 100 الكيلومترات، فتحتاج إلى تقنية عالية مع تكلفة مناسبة. يضطر ذلك إلى العمل بضغط عالي فوق 400 كيلوفولط والمحافظة على انخفاض التيار المستمر بحيث لا يتعدى 5و2 كيلو أمبير.
والطريقة المعتادة هي توليد جهد عالي ذو تيار متردد في محطة القوى الكهربائية حيث تعمل مولدات كهربائية عالية القدرة وبكفاءة عالية. وفي نهاية الخط تقوم محولات كهربائية بتخفيض الجهد إلى 110 كيلوفولط أو إلى 30 كيلوفولط (30.000 فولط).
ومن أساسيات النقل الاقتصادي للتيار المتردد أن تكون السعة الكهربائية للكابل الحامل للتيار وبين الأرضي صغيرة لتقليل الفقد في الكهرباء. ويمكن تنفيذ ذلك على أبراج حمل الكبلات بجعل مسافة كافية بين كبل الكهرباء وكبل الأرضي. أما بالنسبة لكبل بحري يمتد عبر عشرات الكيلومترات فتكون سعته كبيرة بحيث تزداد تلكفة نقل التيار المتردد، نظرا لتضخم الفاقد. في تلك الحالة يكون نقل التيار المستمر أوفر اقتصاديا، حيث لا يحدث فاقد.

## تطبيقات
في أوروبا تتشابك شبكات الطاقة بين بعض الدول عابرة البحار، بحيث تدعم بعضها البعض من ناحية كما تستخدم في توريد الطاقة الكهربائية المنتجة في أماكن تزداد فيها المساقط المائية مثل السويد والنرويج إلى أماكن استخدامها تستورد الطاقة. ويتم نقل الطاقة الكهربائية بواسطة تقنية التيار المستمر عن طريق كابلات قوية معزولة تحت البحر. الخريطة الملحقة لأوروبا تبين تطور تلك الشبكة العظيمة ومراحل تنفيذها.
ويتزايد في ايامنا هذه أيضا إنتاج الكهرباء بواسطة الرياح. وتقوم عدة دول ببناء حقول في عرض البحر تحتوي علي مئات أو آلاف من تلك المراوح لإنتاج الطاقة الكهربائية. من ضمن تلك الدول ألمانيا التي لها مجهودات ضخمة على هذا السبيل. ويبدو أن نقل الطاقة الناتجة منها عبر كابل بحري «معزول» هو أنسب طريقة لنقلها وأن يتم النقل في هيئة تيار مستمر. يقوم التقنيون حاليا بتصميم وتنفيذ محطات قوية على الشاطيء ثم القيام بتحويله إلى التيار المتردد الذي تعود الناس عليه وتوزيعه.